# Naravni park Strandža
Naravni park Strandža (bolgarsko Природен парк Странджа, Priroden park Strandža) je največji krajinski park v Bolgariji, ki se razprostira na območju istoimenskega gorskega masiva na skrajnem jugovzhodu države ob meji s Turčijo, na površini 1.161 km². Ustanovljen je bil 25. januarja 1995 za zaščito ekosistemov in biotske raznovrstnosti, pomembne na evropski ravni, kot tudi kulturnega ter zgodovinskega izročila tega območja. Obsega nadmorske višine od 710 m (hrib Gradište) do 0 m na črnomorski obali in meri od vzhoda proti zahodu povprečno 50 km, od severa proti jugu pa 20 km.
Administrativno je del okraja Burgas. Znotraj parka stojita mesti Malko Tărnovo in Ahtopol ter več vasi. Poleg tega obsega pet naravnih rezervatov s strožjim varstvenim režimom: Silkosija, Sredoka, Tisovica, Uzunbodžak in Vitanovo. Silkosija je najstarejše tovrstno območje v Bolgariji, ustanovljeno leta 1933, Uzunbodžak pa je razglašen tudi za biosferni rezervat v sklopu Unescovega programa Človek in biosfera. Celoten park je del evropskega omrežja Natura 2000.
Park leži na stiku dveh kopenskih ekoregij Palearktike, listopadni in mešani gozdovi zmernega pasu — mešani gozdovi Balkana ter evksinsko-kolhijski listopadni gozdovi. Gozd pokriva 80 % ozemlja parka, od tega je skoraj tretjina pragozdov. To so zadnji ohranjeni gozdovi zmernega pasu z vednozeleno podrastjo iz lovorikovca v Evropi. Tu je zabeleženo največje število vretenčarskih vrst med vsemi zavarovanimi območji Bolgarije, 62 vrst sesalcev, 269 vrst ptic, 23 vrst plazilcev, 9 vrst dvoživk in 41 vrst sladkovodnih rib, poleg tega pa še 70 vrst morskih rib v Črnem morju pred obalo. Nevretenčarska favna je slabše raziskana, od popisanih vrst je 84 endemičnih za Bolgarijo, od tega štiri, ki živijo samo na tem območju, in 34 reliktov.
Najstarejši ostanki človeške poselitve Strandže datirajo v neolitik pred 8.000 leti. Sredi 1. tisočletja pr. n. št. so tu živela tračanska plemena, območje je bilo del različnih kraljestev, nato pa je bilo leta 45 n. št. pripojeno Rimskemu imperiju. V srednjem veku sta se zanj borila Bizantinsko in Bolgarsko cesarstvo, dokler ga niso v poznem 14. stoletju zavzeli Osmani. Po osvoboditvi Bolgarije leta 1878 je Strandža ostala del Osmanskega cesarstva, kar je vodilo do ilindenske vstaje lokalnega prebivalstva leta 1903. Ponovno je pripadla Bolgariji leta 1912 med prvo balkansko vojno. Pod vplivom različnih civilizacij se je skozi zgodovino oblikovalo več značilnih tradicij, kot je nestinarstvo — bosonogi ples na žerjavici, kot ostanek poganske preteklosti. V vaseh Brašljan in Kosti, pa tudi v Malkem Tărnovem, je še ohranjena tradicionalna lesena arhitektura iz obdobja med 17. in 19. stoletjem.

## Uprava
Do ustanovitve parka 25. januarja 1995 so bila varstvena prizadevanja razdrobljena na posamezne naravne rezervate in druga zavarovana območja. S parkom zdaj upravlja direktorat s sedežem v Malkem Tărnovem, podrejen Agenciji za upravljanje gozdov Ministrstva za okolje in vode Republike Bolgarije. Direktorat izvaja državno politiko upravljanja in nadzora nad zavarovanim območjem, z dolgoročnim ciljem ohranjanja narave in zagotavljanja trajnostnega socialnega ter ekonomskega razvoja regije. Spremlja gospodarjenje z gozdovi in njihovo varstvo ter upravljanje z divjadjo ter ribami. Za obiskovalce sta odprta dva informacijska centra, eden v Malkem Tărnovem in drugi v vasi Gramatikovo.

### Zavarovana območja
Na ozemlju Naravnega parka Strandža je pet naravnih rezervatov: Silkosija, Sredoka, Tisovica, Uzunbodžak in Vitanovo, 14 zavarovanih območij in osem naravnih znamenitosti. Silkosija, prvi naravni rezervat v Bolgariji, ustanovljen leta 1933, leži 2 km severno od kraja Kosti in 1 km vzhodno od Balgarija. V njem raste 260 vrst višjih rastlin, drevesa so stara povprečno 120–130 let. Srednoka leži ob spodnjem toku reke Meči Dol in je edini od rezervatov z večjim številom travnikov ter odprtih predelov. Tisovica leži na težko dostopnem območju ob bregovih istoimenske reke in vsebuje nekaj arheoloških najdišč iz obdobja antične Trakije. Uzunbodžak je vključen v omrežje biosfernih rezervatov Unescovega programa Človek in biosfera, leži ob meji s Turčijo. Vitanovo leži na glavnem grebenu Rezovo, 9 km od Malkega Tărnovega in 5 km od Brašljana. Obsega nadmorske višine 400 do 600 m, zato je rastlinstvo drugačno kot v drugih rezervatih. Dostop do rezervatov je večinoma omejen na raziskovalne skupine, z izjemo nekaj strogo določenih turističnih pešpoti. 
Med najpomembnejšimi zavarovanimi območji sta izliv reke Veleke in Silistar. Zaliv Silistar ob obali Črnega morja med vasema Sinemorec in Rezovo ima največjo raznovrstnost rastlin na kvadratni kilometer v vsej Bolgariji.

## Geografija
Naravni park Strandža leži znotraj bolgarskega okraja Burgas, na ozemlju občin Malko Tărnovo in Carevo na skrajnem jugovzhodu države. Tu stojita dve mesteci, Malko Tarnovo in Ahtopol, ter 19 vasi, s skupno okrog 7.000 prebivalci. Strandža je najredkeje poseljen del Bolgarije, z gostoto 10 prebivalcev na kvadratni kilometer. Dostopen je po cesti prvega reda I-9 na zahodu in cesti tretjega reda III-9901 na vzhodu, ki povezuje obalni del, med njima pa vodi cesta drugega reda II-99. S površino 1.161 km², kar je približno 1 % celotne površine Bolgarije, je največje zavarovano območje v državi. Zaradi svoje lege na meji z Azijo je območje pomembno s stališča biotske raznovrstnosti, pa tudi s svojo zgodovinsko dediščino.
Rastlinstvo tega območja se je razvilo pred nastankom Bosporskega preliva, ko je bil ves južni del obale Črnega morja enoten. Predstavlja najzahodnejši del evksinsko-kolhijske ekoregije. Zaradi bližine treh morij, Črnega, Marmarskega in Egejskega, se je to območje izognilo poledenitvi med ledeno dobo v kvartarju in ohranilo blago ter razmeroma vlažno podnebje. Pod temi pogoji so se ohranile nekatere reliktne vrste iz neogena.

### Relief in geologija
Površje je hribovito, z blago valovitimi grebeni, pokritimi z gostim gozdom. Na zahodu je planina bolj razbrazdana in strma. Znotraj parka sta dva jasno razmejena grebena: Rezovo z najvišjim vrhom Goljamo Gradište (710 m) in Bosna z najvišjim vrhom Papia (502 m). Okrog 38 % površine ima nadmorsko višino 0 do 200 m, 60 % od 200 do 600 m in 2 % nad 600 m.
Strandža je antiklinala z osrčjem iz paleozojskih magmatskih in metamorfnih kamnin, pokritim s triasnimi sedimenti iz mezozoika, jure in krede. Antiklinala je obrnjena v smeri severozahod proti jugovzhodu Rečne doline so geološko mlade, nastale so v kvartarju in imajo blaga pobočja ter položen naklon. Na zahodu je obsežno območje krasa s karbonatnimi kamninami, ki se razteza od vasi Varovnik do kraja Malko Tarnovo in ga prepredajo ponori, kaverne ter jame.
Prst je sredozemskega tipa, vendar je podtip, značilen za Strandžo, nekoliko vlažnejši v primerjavi s preostankom Južne Evrope. Prisotnih je sedem tipov prsti po sistemu klasifikacije World Reference Base: fluvisoli (4 % površine), leptosoli (4 %), kambisoli (4 %), luvisoli (46 %), planosoli (20 %), alisoli (11 %) in nitisoli (5 %). Strandža je edini kraj v Bolgariji z alisoli in edini v Evropi z nitisoli.

### Podnebje
Na lokalne podnebne razmere vpliva bližina Črnega, Marmarskega in Egejskega morja, zato se jasno razlikujejo od preostanka Bolgarije. Ta regija je med najtoplejšimi v državi, a je podnebje blago, z zimskimi temperaturami, ki se redko spustijo pod 0 °C in poletnimi, ki zaradi blažilnega vpliva Črnega morja redko presežejo 24 °C. Povprečna temperatura zraka se niža proti višjim predelom na zahodu, kar ustvarja razmere za pogostejšo in dolgotrajnejšo meglo, močnejše snežne padavine in zgodnejšo zmrzal. Zaradi pogoste zimske megle nastajata ivje in žled v gozdovih na nadmorskih višinah nad 500 m.
| Podnebni podatki za Ahtopol (2000–2014) | Podnebni podatki za Ahtopol (2000–2014) | Podnebni podatki za Ahtopol (2000–2014) | Podnebni podatki za Ahtopol (2000–2014) | Podnebni podatki za Ahtopol (2000–2014) | Podnebni podatki za Ahtopol (2000–2014) | Podnebni podatki za Ahtopol (2000–2014) | Podnebni podatki za Ahtopol (2000–2014) | Podnebni podatki za Ahtopol (2000–2014) | Podnebni podatki za Ahtopol (2000–2014) | Podnebni podatki za Ahtopol (2000–2014) | Podnebni podatki za Ahtopol (2000–2014) | Podnebni podatki za Ahtopol (2000–2014) | Podnebni podatki za Ahtopol (2000–2014) |
| Mesec                                   | Jan                                     | Feb                                     | Mar                                     | Apr                                     | Maj                                     | Jun                                     | Jul                                     | Avg                                     | Sep                                     | Okt                                     | Nov                                     | Dec                                     | Letno                                   |
| --------------------------------------- | --------------------------------------- | --------------------------------------- | --------------------------------------- | --------------------------------------- | --------------------------------------- | --------------------------------------- | --------------------------------------- | --------------------------------------- | --------------------------------------- | --------------------------------------- | --------------------------------------- | --------------------------------------- | --------------------------------------- |
| Povprečna visoka temperatura °C         | 8.5                                     | 10.0                                    | 12.0                                    | 15.5                                    | 21.2                                    | 25.1                                    | 27.7                                    | 27.8                                    | 23.5                                    | 19.2                                    | 14.5                                    | 10.5                                    | 18.0                                    |
| Povprečna dnevna temperatura °C         | 4.5                                     | 5.8                                     | 8.0                                     | 11.7                                    | 17.4                                    | 22.0                                    | 24.3                                    | 24.4                                    | 20.6                                    | 15.7                                    | 11.3                                    | 6.3                                     | 14.3                                    |
| Povprečna nizka temperatura °C          | 1.5                                     | 2.5                                     | 4.0                                     | 7.8                                     | 13.5                                    | 17.8                                    | 20.1                                    | 20.2                                    | 16.7                                    | 12.1                                    | 8.0                                     | 3.1                                     | 10.6                                    |
| Povprečna količina padavin mm           | 70.2                                    | 55.5                                    | 44.0                                    | 25.1                                    | 28.7                                    | 27.2                                    | 30.4                                    | 16.6                                    | 60.4                                    | 71.9                                    | 53.4                                    | 78.2                                    | 561.6                                   |
| Povp. št. dni s padavinami (≥ 1 mm)     | 9.0                                     | 8.3                                     | 6.6                                     | 4.1                                     | 3.7                                     | 4.7                                     | 2.8                                     | 2.7                                     | 4.9                                     | 6.6                                     | 5.0                                     | 9.4                                     | 67.9                                    |
| Povp. št. sončnih ur                    | 114                                     | 138                                     | 170                                     | 225                                     | 264                                     | 282                                     | 322                                     | 310                                     | 240                                     | 207                                     | 136                                     | 123                                     | 2.521                                   |
| Vir: Stringmeteo.org                    |                                         |                                         |                                         |                                         |                                         |                                         |                                         |                                         |                                         |                                         |                                         |                                         |                                         |

Vetrovi so pretežno severni. Ob obali piha severni veter med novembrom in marcem, vzhodni z morja med aprilom in avgustom ter severovzhodni septembra in oktobra. V notranjosti je smer vetra bolj raznolika, severni veter pa prevladuje med januarjem in marcem ter oktobra.
Količina padavin je visoka in v nekaterih delih presega 1.000 mm na leto. Ob obali so padavine pod vplivom Sredozemlja, z značilnim zimskim maksimumom, medtem ko je v notranjosti občuten tudi kontinentalni vpliv, z drugim viškom med majem in junijem. Posledično je notranjost bolj vlažna in pod vplivom hladnih severnih ter severovzhodnih vetrov. Teh ne zaustavlja nobena pregrada, zato pogosto povzročajo hiter padec temperature zraka.
Zaradi blagega podnebja in peščenih plaž je obalno mesto Ahtopol znano po vsej državi kot morsko klimatsko zdravilišče, lokalno pa tudi Sinemorec.

### Vode
Strandžo prepreda gosto omrežje sotesk, potokov in rek. Reke imajo največji pretok med novembrom in decembrom, ko je padavin največ. Najdaljša in največja reka je 147 km dolga Veleka. V zgornjem toku ima skalnato dno in tvori mnogo brzic. V delu, kjer teče skozi kraški predel planine, ima strme bregove s pečinami, po vasi Zvezdec pa se dolina razširi, bregovi postanejo položnejši, tok se upočasni in tvori meandre. V spodnjem toku sezonsko poplavlja, zato bregove poraščajo poplavne hoste. Plovna je 8 km gorvodno od izliva.
Druga najdaljša reka je Rezovo, dolga 112 km. Teče proti vzhodu in predstavlja mejo med Bolgarijo in Turčijo v večjem delu toka. Po eni od hipotez je dobila ime po mitološkem tračanskem kralju Rezusu. Njene bregove poraščajo gosti hrastovi in bukovi gozdovi, za levi (bolgarski) breg pa so značilne tudi številne pečine in jame. Reka Rezovo je hitrejša in hladnejša od Veleke, zato je primernejša za postrvi. Glavni pritoki Veleke so Mladežka (40 km), Meči Dol (26 km) in Katun (15 km), glavni pritok Rezova pa je reka Delijevska (17 km).

## Biologija

### Flora
V biogeografskem smislu je ozemlje parka del dveh kopenskih ekoregij Palearktike, listopadni in mešani gozdovi zmernega pasu — mešani gozdovi Balkana ter evksinsko-kolhijski listopadni gozdovi. Kombinacija podnebnih, geografskih in geoloških dejavnikov, pa tudi odsotnost močnega človekovega vpliva je pripomogla k nastanku zelo raznovrstnih habitatnih tipov, skupno je prepoznanih preko 130. Za območje je znanih 1.670 vrst višjih rastlin, kar je 44 % vseh vrst, znanih za Bolgarijo.
Rastlinstvo vključuje številne mediteranske in submediteranske združbe, predvsem toploljubne hrastove gozdove s podrastjo iz vednozelenih sklerofilnih grmovnic, kot so resa vrste Erica arborea, bodeča lobodika (Ruscus aculeatus), krčnica vrste Hypericum calcinum, širokolistna zelenika (Phillyrea latifolia), brškin vrste Cistus incanus in kaduljelistni brškin (Cistus salviifolius) ter druge. Kserotermna travišča ob obali in na nekaterih območjih na zahodu parka so nadomestila gozdove, kjer jih je uničila človekova aktivnost. V najobsežnejših rastlinskih združbah tega tipa dominirajo trave zlatolaska (Chrysopogon gryllus), navadni obrad (Bothriochloa ischaemum) in gomoljasta latovka (Poa bulbosa). Na obalnih sipinah uspeva psamofitno rastlinstvo. Rečne bregove poraščajo gosti sestoji črne jelše (Alnus glutinosa), bele vrbe (Salix alba) in krhlice (Salix fragilis).
Listopadni gozdovi pokrivajo 80 % površine parka in sestavljajo 28 gozdnih ter 18 grmovnih habitatnih tipov. Raznolikost je posledica nizkih rečnih dolin, morske obale in kraške podlage. Sestavljajo jih bukev vrste Fagus orientalis, graden (Quercus petraeus), hrasta Quercus hartwissiana in Quercus frainetto, kraški gaber (Carpinus orientalis) ter malolistna lipa (Tilia cordata). V podrasti uspevajo pontski sleč (Rhododendron ponticum), vakcinij vrste Vaccinium arctostaphylos, sliva vrste Prunus laurocerasus, bodika vrste Ilex colchica, jeglič vrste Primula rosea in jesenska vresa (Calluna vulgaris). 
Tu uspeva tudi 64 reliktnih rastlinskih vrst, šest od njih ne raste nikjer drugje v Evropski uniji: že omenjeni Quercus hartwissiana, Vaccinium arctostaphylos in Ilex colchica ter volčin vrste Daphne pontica in krčnici Hypericum androsaemum ter H. calcynum. Pontski sleč (rododendron) je simbol parka Strandža, ki predstavlja eno od dveh reliktnih rastišč te vrste (drugo je na Iberskem polotoku). Poleg tega je za območje znanih 56 endemičnih vrst v ožjem ali širšem smislu, od tega lokalni endemiti (jetičnik vrste Veronica turrilliana in pasja kamilica vrste Anthemis jordanovii), endemiti zahodne črnomorske obale (Silene caliacrae in Lepidotrichum uechtrizianum), šest bolgarskih endemitov (Pyrus bulgarica, Oenanthe millefolia, Galium bulgaricum, Veronica krumovii in drugi) ter 40 balkanskih endemitov, kot je milnica vrste Saponaria stranjensis. 113 vrst je vključenih v Rdeči seznam Bolgarije.

### Favna
Naravni park Strandža ima najbogatejšo favno vretenčarjev med vsemi zaščitenimi območji Bolgarije — 404 vrste. Med njimi je 62 vrst sesalcev, ki se tu razmnožujejo, pogostejši so srna, jelen, divja svinja, volk, zlati šakal, lisica, jazbec, kuna belica idr. V zaščitenem območju uspevajo evropsko pomembne populacije vidre in divje mačke. Redkejša sta kuna zlatica in pegasti dihur. Znanih je 21 vrst netopirjev, med njimi velikouhi in belorobi netopir, ter 27 vrst malih sesalcev, od tega več globalno ogroženih: tekunica, slepo kuže, sredozemska krtica in tri vrste polhov. Rjavi medved je lokalno izumrl že v 18. stoletju, risa pa so zadnjič opazili sredi 20. stoletja. Po drugi strani obstajajo poročila o opažanjih sredozemske medvedjice v skalnatih predelih obale Silistarja.
Strandža leži na koridorju Via Pontica, drugi najpomembnejši selitveni poti za ptice v Evropi, zalivi in estuarji ob črnomorski obali pa so pomembni tudi kot prezimovališče za nekatere vrste. Prisotnih je 269 vrst ptic, od tega populacije svetovnega pomena belohrbtega detla, balkanskega muharja in žalobne sinice ter populacije evropskega pomena egiptovskega jastreba, bele in črne štorklje, velike uharice ter štirih vrst orlov.
Od 23 vrst plazilcev jih ima 11 populacije globalnega pomena v parku. Med njimi so Platyceps collaris, navadni gož, Typhlops vermicularis, žoltoplaz, gekon Cyrtopodion kotschyi, močvirska sklednica, grška kornjača idr. Tu živi tudi martinček, ki je pogost na zahodu Bolgarije, na vzhodu pa zelo redek. Zabeleženih je bilo devet vrst dvoživk, kot so zelena rega, Pelobates syriacus in Triturus karelinii, pri čemer pa so odsotne nekatere sicer pogoste vrste, kot sta navadni močerad in navadna česnovka. Od kač je, zanimivo, odsoten navadni gad.
Ihtiofavna je ena od bogatejših v Evropi, z 41 sladkovodnimi oz. brakičnimi ter 70 morskimi vrstami rib. Od tega je devet ponto-kaspijskih in pet borealnih vrst, ki so reliktne, prve ostanek favne starodavnega sarmatijskega morja iz miocena in slednje iz obdobja kvartarnega ohlajanja. Več vrst je omejenih na črnomorski bazen.
Nevretenčarska favna je slabo raziskana. Znanih je 80 bolgarskih in štirje lokalni endemiti, kot tudi 34 reliktnih vrst.

## Kulturna dediščina

### Zgodovina
Najstarejši ostanki človeške poselitve območja parka so kamnite sekire in keramični drobci, odkriti na Ahtopolskem polotoku, ki jih datirajo v neolitik, obdobje med 6.000 in 3.000 pr. n. št. Od polovice 1. tisočletja pr. n. št. sta planino poseljevali tračanski plemeni Tini in Asti, bilo je del Odriškega kraljestva. Strandžaški Tračani so sloveli po piratstvu. Do 2. stoletja pr. n. št. je moč kraljestva upadla, zato je postalo podložno Rimski republiki, čeprav je ostalo delno samostojno do leta 46 pr. n. št., ko so ga pripojili Rimljani kot del province Trakije. Regija, takrat center rudnikov bakra in železove rude ter metalurgije, je bila dolgo del Rimskega imperija in nato njegovega naslednika, Bizantinskega cesarstva. V poznem 6. in začetku 7. stoletja so večino Balkanskega polotoka vključno s Strandžo naselili Slovani. Celotno današnje ozemlje parka je pripadlo Bolgarskemu cesarstvu po vojni z Bizancem (894–896). Ves srednji vek je ostalo mejno ozemlje. V 14. stoletju je bolgarski cesar Ivan Aleksander (vladal 1331–1371) ponudil zatočišče isihastičnemu menihu Gregorju Sinajskemu in financiral gradnjo samostana blizu Parorie (danes eno od zaščitenih območij parka), ki je pritegnil klerike iz Bolgarije, Bizanca in Srbije.
Del ozemlja v notranjosti so osvojili Osmani kmalu po letu 1369, obalna mesta pa so bila zavzeta do leta 1453. Pod osmansko oblastjo so mnoge vasi pošiljale pomožne vojake za njihovo vojsko ali stražile gorske prelaze, zato so uživale privilegiran status — prebivalci so bili oproščeni davkov in imeli so pravico nositi orožje. Skupno je bilo na sedanjem ozemlju parka 17 privilegiranih vasi, kamor se muslimani niso smeli naseljevati. V času notranjih nemirov v Osmanskem cesarstvu med letoma 1785 in 1810 so razbojniške tolpe pustošile po Strandži, zaradi česar se je izselilo na tisoče prebivalcev. Drugi večji val migracij je sledil rusko-turški vojni (1828–1829), ko so se mnogi Bolgari naselili v južnem delu Ruskega imperija. Po osvoboditvi Bolgarije leta 1878 je Strandža ostala izven meja obnovljene države. Julija 1903 so se v Petrovi Nivi v teh planinah delegati Notranje makedonske revolucionarne organizacije dogovarjali o uporu proti osmanski oblasti. Ilindenska vstaja je izbruhnila na območju Strandže in Makedonije avgusta 1903 in trajala približno tri tedne dokler je niso Turki brutalno zatrli. Takrat je bilo požganih več kot 60 vasi in pobitih več tisoč prebivalcev. Strandža je bila naposled osvobojena med prvo balkansko vojno (1912–1913) in postala uradno del Bolgarije po drugi balkanski vojni leta 1913.

### Arheološka in arhitekturna dediščina
Tračani so že v bronasti dobi častili sončno božanstvo in več njihovih kamnitih svetišč ter dolmenov je ohranjenih na ozemlju Strandže. Ena glavnih značilnosti je prisotnost megalitnih struktur. Med najpomembnejšimi spomeniki tega obdobja je kompleks v Miškovi Nivi na jugovzhodnem pobočju hriba Goljamo Gradište, 3 km od kraja Malko Tarnovo. Kompleks, zgrajen v čast lokalnega poglavarja in visokega svečenika, vsebuje obokano gomilo, utrjeno poslopje za svečenike, nekropolo, rudnik in trdnjavo. Gomila ima premer 25 m, grajena je iz belih marmornatih kock in ohranjena do višine 1,8 m. Trdnjava stoji na vrhu hriba, najvišji točki parka, in ima premer 100 m ter 2,5 m debele zidove. V času med 5. in 3. stoletjem pr. n. št. je bil to dolmen, nato pa so ga preuredili v monumentalno svetišče. Kompleks je imel pomembno vlogo v verskem življenju tračanskih plemen z vsega območja Strandže.
Tračanska nekropola Propada, ki stoji 3 km severozahodno od Malkega Tărnovega, vsebuje 40 pogrebnih gomil na hribu iz marmornatih kock. Kovanci, ki so jih odkrili med izkopavanji, pričajo o daritvah Haronu, ki je vozil umrle čez reko, ki ločuje svetova živih in mrtvih. Vrh hriba stoji majhna obokana grobnica, po arhitekturi podobna tistim v Kazanlăku, Aleksandrovem, Mezeku idr. Nekropola je bila v uporabi do 4. stoletja n. št. Še eno pomembnejše svetišče stoji v Kamenski Barčini 10 km od Malkega Tărnovega, na območju konglomeratnih skal, ki sicer tu niso pogoste. Ohranjeni so številni krogi, vklesani v kamen, ki jih povezujejo s sončevim kultom in pripravo svetega vina.
Na območju Strandže je stalo 60 tračanskih trdnjav, mnoge od njih so bile v uporabi še v srednjem veku, ko so na njihovih notranjih dvoriščih zgradili cerkve. Trdnjave so bile grajene iz velikih kamnov, brez veziva. Njihovi ostanki so še vidni v bližini naselij Mladežko, Balgari, Brodilovo, Malko Tarnovo idr. Tu so tudi ruševine več majhnih zgodnjebizantinskih gradov na obali med ustji rek Veleka in Rezovska, ki so bili del obrambnega sistema cesarja Justinijana I. pred vpadi Avarov in Slovanov. Na rtičku južno od Ahtopola so ruševine cerkve, ki je bila nekoč del večjega samostanskega kompleksa, danes pa je od nje ohranjena le še apsida.
V obdobju osmanske vladavine je bilo območje izolirano, zaradi česar se je razvil lokalni slog kmečke arhitekture. Strandžanske lesene hiše so se razvile v 17. in 18. stoletju. Imajo temelje in prvo nadstropje iz kamna, drugo nadstropje pa je leseno, s stenami, tlemi in stropi iz hrastovih hlodov. Pogosto imajo podolgovat tloris z vsemi sobami eno za drugo. Pomemben arhitekturni element je kamnito ognjišče, široko pri temelju 2 m in globoko 1 m, ki se proti vrhu oža v obliki prisekane piramide. Primerki teh hiš so še ohranjeni v Malkem Tărnovem, Brašljanu in Kostiju.

### Etnografija in folklora
Masiv Strandže poseljujejo tri skupine: Rupci, Tronki in Zagorci. Strandžanski ali vzhodni Rupci (za razločevanje od rodopskih Rupcev) so najštevilčnejši, njihovo ime izvira iz narečne besede ropa oz. rupa za rudniški jašek. Lokalni prebivalci so ohranili nekaj ostankov poganskih tradicij in antičnih običajev. Govorijo strandžansko narečje, ki je del rupske skupine narečij in ohranja številne besede iz stare cerkvene slovanščine. Njihova tradicionalna naselja v parku so Bălgari, Brašljan, Bjala Voda, Gramatikovo, Kalovo, Kondolovo, Malko Tărnovo, Rezovo, Slivarovo, Stoilovo, Vizica, Zabernovo in Zvezdec. Rupci, ki so živeli na ozemlju današnje Turčije, so se po letu 1913 naselili na severozahodnem predelu Strandže. Ukvarjali so se v glavnem z živinorejo (posebej ovčerejo), gozdarstvom, izdelovanjem oglja in rudarstvom. Druga največja skupina so Tronki, ki živijo v glavnem na severu in zahodu parka v Občini Sredec. Ukvarjajo se pretežno s poljedelstvom, pa tudi ovčerejo in govedorejo. Zagorci živijo na severnem delu parka, kamor naj bi se priselili iz severovzhoda Bolgarije. Manjšinsko prebivalstvo predstavljajo Romi, ki se naseljujejo v opuščenih hišah, Grki in Turki pa so se v zadnjem stoletju popolnoma izselili.
Običaji in rituali v Strandži so vezani na posebne dni v letu, ki se po navadi ujemajo s krščanskimi prazniki. Tradicionalno se delijo na poletne (začenši na jurjevo) in zimske (ob dnevu sv. Dimitrija Solunskega, 26. oktobra). Največji festival prirejajo sredi avgusta v zgodovinskem kraju Petrova Niva v spomin na ilindensko vstajo.
Najznačilnejša tradicija tega območja je nestinarstvo, med katerim nestinarji izvajajo bosonogi ples na žerjavici. Ritual so nekoč izvajali v več bolgarskih in grških vaseh v regiji, prvi pa ga je popisal bolgarski pesnik Petko Slavejkov leta 1862. Po mnenju nekaterih zgodovinarjev sega tradicija še v tračanske čase. Ritual izvajajo 3. in 4. junija, na praznika sv. Konstantina in Helene. Ta dan vsi prebivalci naredijo procesijo, ki jo vodijo nestinarji, ki nosijo ikone, do posvečenega izvira blizu vasi. Tam posvetijo ikone in plešejo horo. Po sončnem zahodu pripravijo velik ogenj in plešejo okrog njega dokler ne ugasne in ostane žerjavica. Nestinarji nato plešejo bosi po žerjavici ob spremljavi posvečenega bobna in zvoka gajde (bolgarske dude), kar predstavlja vrhunec proslave. V avtentični obliki ta ritual izvajajo le še v vasi Bulgari, vpisan je v Unescov seznam nesnovne kulturne dediščine.

## Pravni in varstveni status
Ohranjenost tega območja je predvsem posledica družbenih dejavnikov druge polovice 20. stoletja. Prebivalstvo je maloštevilčno, pretežno neizobraženo in staro, saj je bila bližnja meja po drugi svetovni vojni hermetično zaprta, hkrati pa so se mnogi mladi odselili v mesta, kjer so dobili delo v industriji. Nastalo je nekaj obratov, predvsem rudarskih, ki pa so do danes propadli, tako da ostaja gozdarstvo glavna gospodarska dejavnost. Gozdovi so v državni lasti in še niso bili denacionalizirani. Posledično je človekov vpliv majhen.
Park je nastal na pobudo lokalnih gozdarjev, edinih višje izobraženih kadrov, ki so še živeli tu in so prepoznali naravne vrednote območja. Ustanovljen je bil leta 1995 s podpisom sporazuma med občinami na tem ozemlju in vladnimi agencijami, kot poskus trajnostnega izboljšanja življenjskih pogojev za prebivalce. Pravni okvir parka je odgovornost Ministrstva za okolje in vode Republike Bolgarije. Na lokalni ravni imata najpomembnejšo vlogo gozdarska služba Direkcije za gozdove, ki nadzoruje aktivnosti v gozdovih, in občini Malko Tărnovo ter Carevo, ki upravljata z infrastrukturo in pripravljata prostorske načrte. Celotno ozemlje parka vključno s priobalnim morjem je del evropskega omrežja zavarovanih območij Natura 2000 pod sklicno številko Strandzha BG0001007, kar upravljavcu nalaga upoštevanje mednarodnih okoljevarstvenih standardov. Prepoznano je tudi kot pomembno območje za ptice in biotsko raznovrstnost po kriterijih organizacije BirdLife International.
Park kot celota je opredeljen kot krajinski park (kategorija V po kriterijih Svetovne zveze za varstvo narave, ki spremlja projekt na mednarodni ravni), ožja zavarovana območja pa kot naravni rezervati ali narodni parki (kategoriji I in II), nekatera od njih so bila vzpostavljena že dolgo prej. Dolgo časa ta administrativna sprememba ni imela nobenega vpliva na terenu. S pomočjo švicarske donacije je bil leta 2003 pripravljen dolgoročni načrt upravljanja, ki pa je več let obtičal v vladnem postopku. Zaradi pritiska lokalnih interesnih skupin, ki želijo sprostitev gradnje v zavarovanem območju, je bil načrt večkrat spremenjen, predvsem občina Carevo želi s spremembami prostorskega načrta pospešiti razvoj turizma v obalnih predelih. Ta prizadevanja so naletela na nasprotovanje okoljevarstvenikov, ki izpodbijajo legalnost posegov v park po sodni poti in pred evropskimi institucijami ter redno prirejajo proteste. Pritiski so vodili celo do tega, da je vrhovno administrativno sodišče junija 2007 razveljavilo odlok o ustanovitvi parka na osnovi pravnih detajlov glede razmejitve, kar pa je sprožilo burne proteste okoljevarstvenikov in lokalnega prebivalstva, tako da je bil status ponovno vzpostavljen z vladno intervencijo mesec dni kasneje. Konflikt do danes še ni razrešen, kar pomeni, da je park že več kot 20 let brez formalnega načrta upravljanja.
Po mnenju analitikov predstavljajo največje tveganje načrti za množičnejši turizem ob črnomorski obali, ki je v zadnjih 15 letih že občutno spremenil dele obale, čeprav je območje še vedno v veliki meri nedotaknjeno. Kljub temu so pritiski lokalnih oblasti močni, skrbi pa vzbuja tudi črnogradnja. Najodmevnejši primer je naselje počitniških hišic Zlatna perla (Zlati biser) v Varvari, katerega investitor je pridobil gradbeno dovoljenje od občine Carevo, ki je v prostorskem načrtu predvidela povečanje turističnih kapacitet kar za 100.000 postelj. Temu so se uprle okoljevarstvene organizacije. Sledila je dolgotrajna sodna bitka, v kateri je vrhovno sodišče leta 2009 naposled odločilo, da je bilo gradbeno dovoljenje nezakonito, in ukazalo rušenje, ki so ga vladne službe izvedle leta 2012. V notranjosti načrtov za razvoj turizma zaenkrat ni, tveganje predstavlja predvsem dolgoročen postopek denacionalizacije, ki bi lahko zapletel varstvena prizadevanja. Občutnejši negativen vpliv ima le opuščanje tradicionalne pašne živinoreje, zaradi česar se zaraščajo travniki, s tem pa izginjajo habitatni tipi.
V zadnjem desetletju je bilo predlaganih tudi več drugih obsežnejših razvojnih projektov, ki bi utegnili temeljito spremeniti naravno stanje. Med njimi je recimo nadgradnja zdaj odprtega mejnega prehoda s Turčijo in širitev ceste od severa proti jugu, ki bi tako postala glavna mednarodna prometna povezava na zahodni obali Črnega morja.